# Iglesia de San Pedro Apostol (Albacastro)

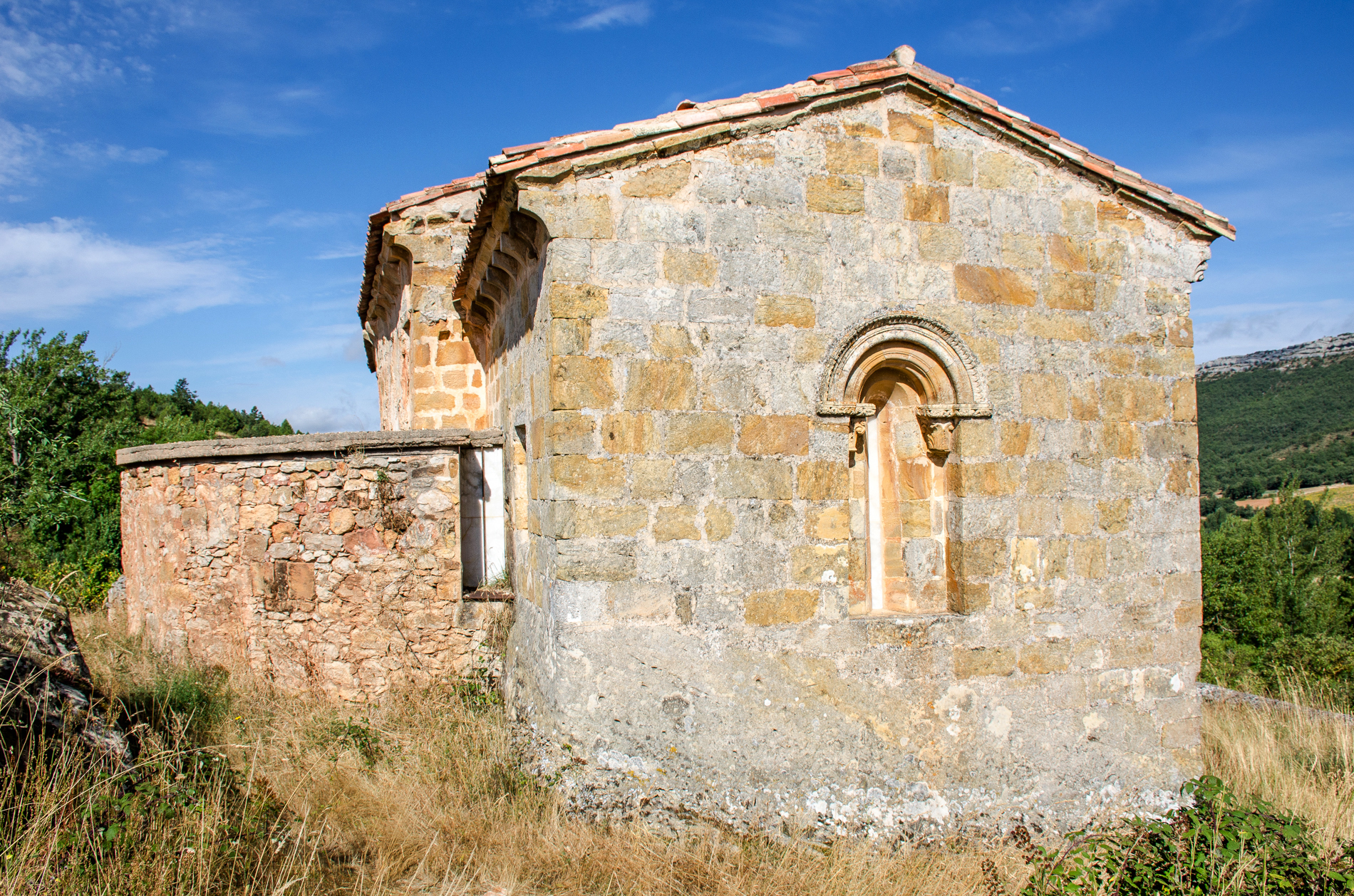
Iglesia de San Pedro. Ábside y sacristía. Albacastro (España).

La Iglesia de San Pedro Apostol es un templo parroquial sin culto en la actualidad, situado en Albacastro, provincia de Burgos. La localidad está actualmente (2022) habitada únicamente por una única familia. Su construcción original empezó en el siglo XIII, y fue agrandada desde el siglo XVI hasta el XVII. Está ubicada en la zona más alta del pueblo y situada sobre una roca arenisca. Es de los templos prerrománicos más singulares de esta comunidad.